# Жилина (футбольный клуб)
«Жи́лина» (словац. MŠK Žilina) — словацкий футбольный клуб из города Жилина, существующий с 1908 года и выступающий в Fortuna лиге. Один из наититулованейших клубов Словакии — 7-кратный чемпион страны.

## Названия клуба
- 1909 — Zsolnai Testgyakorlók Köre
- 1910 — ZsTS Zsolna
- 1919 — SK Žilina
- 1948 — Sokol Slovena Žilina
- 1953 — Jiskra Slovena Žilina
- 1956 — DSO Dynamo Žilina
- 1963 — Jednota Žilina
- 1967 — TJ ZVL Žilina
- 1990 — ŠK Žilina
- 1995 — MŠK Žilina

## История

### Факты
- С 2002 по 2010 год в чемпионатах Словакии «Жилина» только 1 раз опускалась ниже второго места (четвёртое в сезоне 2005/06).
- «Жилина» набрала наибольшее количество очков по итогам всех чемпионатов Словакии с 1993 года (881 очко), на 15 очков опережая другого 5-кратного чемпиона Словакии (с 1993 года) — братиславский «Слован».
- «Жилина» лишь раз вылетала из высшего словацкого дивизиона (в сезоне 1994/95), но сумела сразу вернуться обратно.
- В сезоне 2009/10 клуб стал чемпионом Словакии, набрав 73 очка в 33 матчах, и на 3 очка опередив «Слован». «Жилина» забила больше всех (59 мячей) и пропустила меньше (17 мячей) всех других клубов.
- Дважды подряд нападающий «Жилины» Марек Минтал становился лучшим бомбардиром чемпионата Словакии (2001/02 и 2002/03).
- Несмотря на весьма успешные выступления в чемпионатах Словакии, «Жилина» ни разу в своей истории не выходила в финал Кубка Словакии.
- В сезоне 1960/61 «Жилина», носившая тогда название «Динамо», стала финалистом первого розыгрыша Кубка Чехословакии, где уступила в Оломоуце пражской «Дукле» со счётом 0:3.
- На чемпионате мира 2010 года в ЮАР в составе сборной Словакии было 7 футболистов, у которых имелся опыт выступлений за «Жилину», в том числе у всех трёх словацких вратарей — Яна Мухи, Душана Перниша и Душана Куцяка.

### Еврокубки
В еврокубках «Жилина» дебютировала в следующем сезоне 1961/62 в Кубке обладателей кубков УЕФА, так как обладатель Кубка «Дукла» выиграла также чемпионат Чехословакии и выступала в Кубке чемпионов УЕФА, а её место в Кубке кубков досталось финалисту национального кубка. В 1/8 финала «Жилина» переиграла греческий «Олимпиакос» (1:0 дома и 3:2 в гостях). В четвертьфинале в феврале 1962 года «Жилина» встретилась с итальянской «Фиорентиной». В домашнем матче словаки вели 3:1, но за 5 минут до конца матча «Фиорентина» сумела отквитать 1 мяч. Во Флоренции через 6 дней хозяева победили со счётом 2:0 и прошли дальше.
Следующий раз в еврокубках под эгидой УЕФА «Жилина» приняла участие лишь через 35 лет — в Кубке Интертото 1997. В 1960—1980 годах Жилина иногда принимала участие в международных Кубке Митропы (и дважды занимала там второе место), а также в Кубке Интертото, который тогда игрался не под эгидой УЕФА.

#### Лига чемпионов УЕФА 2010/11
В сезоне 2010/11 Жилина впервые в своей истории сумела выйти в групповой этап Лиги чемпионов УЕФА. Во втором квалификационном раунде «Жилина» прошла чемпиона Мальты «Биркиркару» (0:1 в гостях и 3:0 дома), в третьем квалификационном раунде словацкий клуб переиграл чемпиона Болгарии «Литекс» (1:1 в гостях и 3:1 дома, при этом дома «Жилина» уступала 0:1). В решающем квалификационном раунде «Жилина» встретилась с чемпионом Чехии пражской «Спартой». «Жилина» сумела выиграть оба матча: сначала со счётом 2:0 словацкий клуб победил в гостях в Праге, а затем выиграл 1:0 и дома.
При жеребьёвке «Жилина», у которой был предпоследний рейтинг среди всех участников группового этапа, попала в 4-ю, самую слабую корзину. По итогам жеребьёвки словацкий клуб в группе F играет с «Челси», марсельским «Олимпиком» и московским «Спартаком». В первом матче на домашнем стадионе «Жилина» была разгромлена «Челси» со счётом 1:4, а во втором в Москве «Спартаком» — 0:3. После последовали два поражения от «Марселя» (0:1 в Марселе, и 0:7 на стадионе «Под Дубнём»). После этого «Жилина» принимала дома московский «Спартак», где «Спартак» одержал победу со счётом 2:1.

### Юридическая ликвидация
30 марта 2020 года было официально объявлено, что клуб начал юридический процесс самоликвидации в связи с возникшими из-за пандемии COVID-19 финансовыми проблемами, которые не удалось решить путём пересмотра контрактов и временного снижения размера заработной платы футболистов ввиду их отказа от данного предложения.
Однако команда продолжила существование.

## Достижения

### Национальные
Чемпионат Словакии
- Чемпион (7): 2002, 2003, 2004, 2007, 2010, 2012, 2017
- Серебряный призёр (5): 2005, 2008, 2009, 2015, 2020

Кубок Словакии
- Обладатель (1): 2012
- Финалист (3): 2011, 2013, 2021

Суперкубок Словакии
- Обладатель (5): 2003, 2004, 2007, 2010, 2012

### Еврокубки
Кубок Митропы
- Финалист (2): 1974, 1983

### Участие в Еврокубках
| сезон   | Турнир           | Стадия          | Страна                   | Клуб                   | Результат  |
| ------- | ---------------- | --------------- | ------------------------ | ---------------------- | ---------- |
| 2010/11 | Лига чемпионов   | 2-й квал. раунд | Флаг Мальты              | Биркиркара             | 0:1, 3:0   |
| 2010/11 | Лига чемпионов   | 3-й квал. раунд | Флаг Болгарии            | Литекс                 | 1:1, 3:1   |
| 2010/11 | Лига чемпионов   | Раунд Плей-офф  | Флаг Чехии               | Спарта (Прага)         | 2:0, 1:0   |
| 2010/11 | Лига чемпионов   | Групповой этап  | Флаг Англии              | Челси                  | 1:4, 1:2   |
| 2010/11 | Лига чемпионов   | Групповой этап  | Флаг Франции (1974—2020) | Олимпик Марсель        | 0:1, 0:7   |
| 2010/11 | Лига чемпионов   | Групповой этап  | Флаг России              | Спартак (Москва)       | 1:2, 0:3   |
| 2012/13 | Лига чемпионов   | 2-й квал. раунд | Флаг Израиля             | Хапоэль (Кирьят-Шмона) | 1:0, 0:2   |
| 2013/14 | Лига Европы      | 1-й квал. раунд | Флаг Грузии              | Торпедо (Кутаиси)      | 3:3, 3:0   |
| 2013/14 | Лига Европы      | 2-й квал. раунд | Флаг Словении            | Олимпия (Любляна)      | 2:0, 1:3   |
| 2013/14 | Лига Европы      | 3-й квал. раунд | Флаг Хорватии            | Риека                  | 1:1, 1:2   |
| 2015/16 | Лига Европы      | 1-й квал. раунд | Флаг Северной Ирландии   | Гленторан              | 3:0, 4:1   |
| 2015/16 | Лига Европы      | 2-й квал. раунд | Флаг Молдовы             | Дачия                  | 4:2, 2:1   |
| 2015/16 | Лига Европы      | 3-й квал. раунд | Флаг Украины             | Ворскла                | 2:0, 1:3   |
| 2015/16 | Лига Европы      | Раунд Плей-офф  | Флаг Испании             | Атлетик Бильбао        | 3:2, 0:1   |
| 2020/21 | Лига Европы      | 1-й квал. раунд | Флаг Уэльса              | Нью-Сейнтс             | 1:3 (д.в.) |
| 2021/22 | Лига конференций | 1-й раунд       | Флаг Грузии              | Дила                   | 5:1, 1:2   |
| 2021/22 | Лига конференций | 2-й квал. раунд | Флаг Кипра               | Аполлон (Лимасол)      | 3:1, 2:2   |
| 2021/22 | Лига конференций | 3-й квал. раунд | Флаг Казахстана          | Тобол                  | 1:0, 5:0   |
| 2021/22 | Лига конференций | Раунд Плей-офф  | Флаг Чехии               | Яблонец                | 1:5, 0:3   |

## Стадион

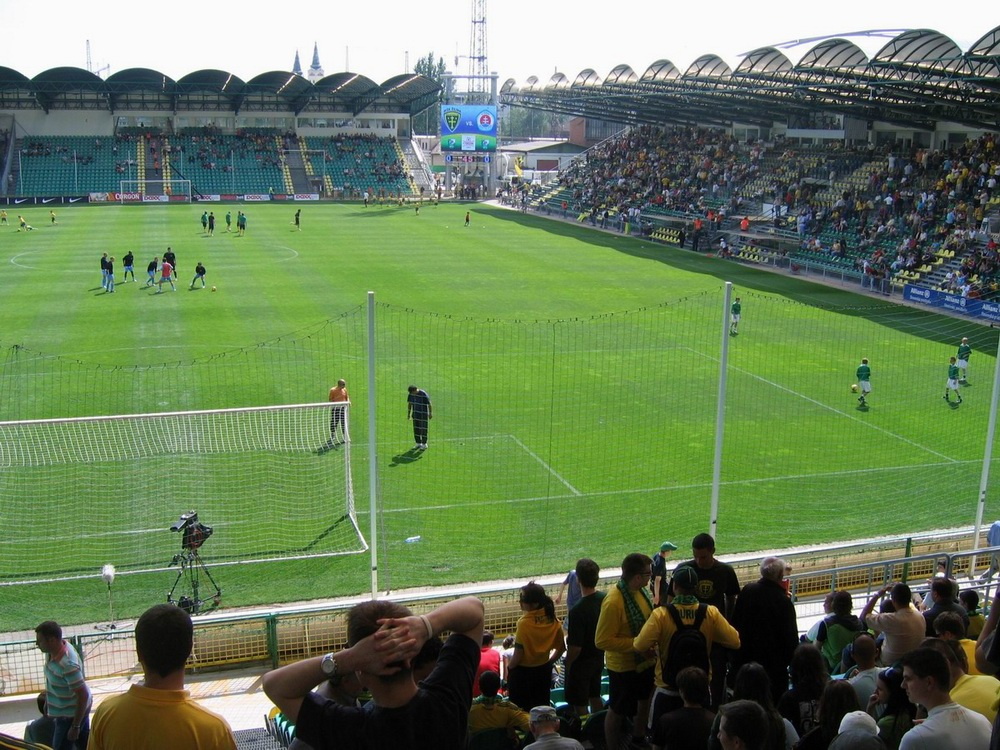
Стадион «Под Дубнём» (май 2009 года).

Домашние матчи «Жилина» проводит на стадионе «Под Дубнём».

## «Жилина-Б»
Во второй по силе словацкой лиге участвует резервная команда клуба — «Жилина-Б».

## Игроки клуба
Полный список игроков ФК «Жилина», о которых есть статьи в Википедии, см. тут.